# Ozernovskij
Ozernovskij (in lingua russa Озерновский) è una città situata nell'estremo oriente russo, nel sud della penisola di Kamčatka, nel Kraj di Kamčatka. La città è un porticciolo sul mare di Ochotsk.
Dal suo molo si vedono le isole Curili. Da menzionare è l'isola di Atlasova, la cui cima raggiunge i 2500 metri di altitudine.
Ozernovskij è raggiungibile tramite una piccola strada tortuosa che passa tra le montagne, da cui si possono vedere stupendi paesaggi. Guardando verso l'interno non si notano gl'imponenti rilievi che innalzano al centro della penisola: si notano solo montagnette alte non più di 1500 metri. Nei pressi della città, si estende una palude, in cui si aprono piccoli laghi dove si abbeverano gli animali del luogo. A pochi chilometri dal porticciolo immerso nel verde si trova la punta meridionale della penisola Kamčatka, nota come capo Lopatka.